# Monte Sano (Baton Rouge)
Monte Sano var en grupp förhistoriska högar, byggda av människor, i Baton Rouge. Högarna förstördes 1967 av ett motorvägsbygge. Det var en av Amerikas äldsta högar. Monte Sano Mound-platsen (16BTR17) är belägen strax söder om flygplatsen i Scotlandville-området längs Monte Sano Bayou-vattenvägen, som skär genom Scotlandville och ansluter till Mississippifloden.

## Monte Sano-högarna i Baton Rouge
Monte Sano Mounds förstördes 1967 vid ett motorvägsbygge. De var enligt vissa arkeologer de äldsta människobyggda högarna i Amerika. Men det är fortsatt omstritt om påståendet är sant. De flesta är dock eniga om att högarna byggdes före 5000 f.Kr, alltså mycket tidigt. Innan de förstördes hade arkeologer bara tre dagar på sig att undersöka högarnas innanmäte. Plattformar inne i högarna inkluderade kremerade kvarlevor och gravgåvor. Några av högarna användes alltså för begravning. Monte Sano-högarna var en del av King George Island Mound Site. De flesta ligger förstörda under staden Baton Rouge. På närliggande Louisiana States University (LSU) ligger de så kallade Campus Mounds. De är 6 000 år gamla, och alltså 1000 år yngre än vad Monte Sano-högarna var. Radiokoldatering har fastställt åldern för det tidigaste arkaiska högkomplexet i sydöstra Louisiana. En av de två Monte Sano-högarna, som grävdes ut 1967 innan den förstördes för nybyggnation vid Baton Rouge, daterades till 6220 B.P. (plus minus 140 år). Utgrävaren trodde inte på dateringen. Enligt Rebecka Saunders trodde forskare vid den tiden inte att jägar- och samlarsamhällen var organisatoriskt kapabla till denna typ av konstruktioner. Dateringen var enligt annan källa 6500 B.P., eller 4500 f.Kr., även om inte alla håller med. Att högarna är av arkaisk ålder framgår av fynd av artefakter i högarna och frånvaron av yngre kulturmaterial.

Fiona Vasbinder, doktorand vid Louisiana State University, tog upp nya undersökningar av två högar på King George Island norr om Lake Maurepas. Högarna upptäcktes på 1950-talet och undersöktes på 1970- och 1980-talen. Vasbinder började arbeta med högarna som en del av sin mastersuppsats. 2003 daterades C-14-prover från mitten av en hög till cirka 3000 f.Kr. 2003 upptäckte Vasbinders team två högar till på platsen, och dessutom en halvmåneformad höjdrygg. Den länkar samman alla fyra högarna. Platsen är stor och omfattar ett område på 300 x 80 meter. Den största högen är drygt tre meter hög. Halvmånen ansågs från början vara en naturlig ås, men tester har visat att jorden i åsen skiljer sig från den underliggande jorden, vilket tyder på att den var konstruerad. Åsen liknar också de sex halvmåneformade åsarna vid Poverty Point i norra Louisiana, som dateras till en senare period. Rebecca Saunders, Vasbinders handledare och professor i arkeologi vid Louisiana State University, menar att platsen på King George Island kan vara en föregångare till Poverty Point. Meningen med Vasbinders undersökning var att ta reda på huruvida högarna var byggda som ceremoniella högar eller som begravningshögar. De kan också vara revirmarkeringar. Louisiana har flera hundra högar av olika ålder, från 400 år till 5000 år. 24 högar i sydöstra delen av staten har undersökts. De har anlagts under mellersta arkaiska perioden eller sena arkaiska perioden.
"Fram till för cirka 10 år sedan trodde de flesta arkeologer att människor från den mellersta till sena arkaiska perioden inte kunde bygga högar", säger Saunders.
Man hade en samhällssyn där man trodde att bara stratifierade samhällen med ledare var ett villkor för att kunna organisera arbetslagen och dessutom att jordbruket behövdes för att klara försörjningen av arbetarna. Men utgrävningarna vid de borttagna Monte Sano-högarna norr om delstatens huvudstad Baton Rouge, och de nya fynden från denna plats, har framtvingat en omprövning. Uppenbarligen hade jägare-samlare denna förmåga. En av Monte Sano-högarna, daterad till 6 500 års ålder, var den enda arkaiska högen med bevis på mänsklig begravning. Högarnas höga ålder gör att de inte kan kopplas till någon historisk stam enligt Saunders. Hon anar att platsen är en religiös plats för något viktigt i detta samhälles tro. Arkeologiskt hittades lämningar av stenmaterial och keramikskärvor. Skärvorna är odekorerade i bränd lera och keramiken kan vara samtida med byggnadsfasen men också mycket yngre.
Arbetet med platsen fortsattes av Harry Gene Brignac Jr.